# Aperileptus erasus
Aperileptus erasus là một loài tò vò trong họ Ichneumonidae.